# WUFI
WUFI ("Wärme und Feuchte instationär") ist ein Simulationsprogramm zur Berechnung des gekoppelten Wärme- und Feuchtetransports in Bauteilen.
Es dient zur rechnerischen Untersuchung des Wärme- und Feuchtehaushalts bewitterter Bauteile. Das hauptsächliche Anwendungsgebiet ist die Prognose möglicher Feuchteschäden oder feuchtebedingter Wärmeverluste unter natürlicher Wettereinwirkung. Die bisher üblichen langwierigen und teuren Bewitterungsversuche können dadurch teilweise abgekürzt oder ersetzt werden.

## Funktionsweise
WUFI berechnet die instationäre zeitliche Entwicklung des Temperatur- und des Feuchtefeldes in einem eindimensionalen Querschnitt eines Bauteils, das aus mehreren Schichten verschiedener Materialien bestehen kann. Die Verwendung vereinfachter, auf die in der Bauphysik anzutreffenden Verhältnisse zugeschnittener Transportmodelle erleichtert die praktische Anwendung und die Interpretation der Ergebnisse.
Die Schichtenfolge des Bauteils wird über einen grafischen Editor eingegeben; die jeweiligen Materialkenndaten können einer mitgelieferten Materialdatenbank entnommen oder vom Benutzer eingegeben werden. WUFI benutzt relativ einfache, anschauliche Kennwerte, wodurch die Plausibilitätsprüfung der Eingaben und die Messung oder Schätzung fehlender Daten erleichtert wird. Teilweise stehen auch Hilfsfunktionen zur Ermittlung fehlender Kennwerte aus anderen Standardkennwerten zur Verfügung.
Als Randbedingungen können Wetterdaten vorgegeben werden, so dass der Einfluss natürlicher Bewitterung durch Anlegen der Lufttemperatur und -feuchte, der Sonnenstrahlung und gegebenenfalls der Schlagregenbelastung berücksichtigt werden kann.
Während der Berechnung ermittelt WUFI in Stundenschritten die zeitliche Entwicklung des Temperatur- und des Feuchteprofils im Bauteil. Die berücksichtigten Transportmechanismen sind Wärmeleitung, Wasserdampfdiffusion und Kapillarleitung. Die Speicherfähigkeiten der Materialien für Wärme und Feuchte werden durch die spezifische Wärmekapazität bzw. die Feuchtespeicherfunktion beschrieben. Wärme- und Feuchtetransport sind nicht unabhängig voneinander, weil die thermischen Kennwerte vom Wassergehalt und die hygrischen Kennwerte von der Temperatur abhängen können, weil durch Wasserdampf auch Latentwärme transportiert wird, sobald Verdunstung oder Kondensation auftritt, und weil der Dampftransport zum Teil von den Temperaturverhältnissen angetrieben wird.
Nicht berücksichtigt werden Wärme- und Dampftransport infolge von Luftströmungen, durch Schwerkraft oder Druckunterschiede angetriebene Sickerströme sowie elektrokinetische oder osmotische Effekte.
Der zeitliche Verlauf der berechneten Größen kann in Form von Kurven dargestellt oder zur Weiterverarbeitung in eine Textdatei ausgegeben werden. Die zeitliche Abfolge aller berechneten Temperatur- und Feuchteprofile kann animiert als Film dargestellt werden.

## Anwendungsgebiete
WUFI wird eingesetzt zur Bewertung bestehender Bauten, zur Planung in den Bestand eingreifender Maßnahmen wie Renovierung, Umnutzung oder nachträgliche Dämmung. Bei der Neuentwicklung von Bauteilen und -materialien oder bei der Übertragung existierender Bauweisen in andere Klimazonen kann deren Eignung bereits vorab rechnerisch untersucht werden.
Bei Schadensfällen kann WUFI die Abklärung eventueller hygrothermischer Ursachen unterstützen; im Rahmen des Denkmalschutzes können sowohl mögliche Schadensursachen als auch die Auswirkungen verschiedener Gegenmaßnahmen untersucht werden.
Konkrete Fragestellungen, die in solchen Zusammenhängen meist untersucht werden, sind unter anderem:
- die Austrocknungsdauer von Baufeuchte und ihre Auswirkungen auf den Wärmeschutz, auf Frostschäden usw.
- die Wasseraufnahme bei Schlagregen und das Trocknungspotential
- das Risiko für Tauwasserausfall, die Tauwassermenge und das Trocknungsvermögen

Darüber hinaus können die stündlich berechneten Temperatur- und Feuchtezustände als Eingangsdaten weiterführender Bewertungsmodelle dienen, welche auf dieser Grundlage Aussagen zur Dauerhaftigkeit und zur Alterung von Materialien oder zu speziellen Schadensrisiken wie Schimmelpilzwachstum oder Frostschäden treffen. Die Entwicklung entsprechender Modelle ist gegenwärtig allerdings noch Gegenstand der Forschung.
Die Verwendung von Simulationsprogrammen wie WUFI entspricht mittlerweile dem Stand und den Regeln der Technik. Die DIN 4108 beispielsweise, welche für Deutschland das zur Prüfung der Feuchtesicherheit vorgeschriebene Glaser-Verfahren regelt, lässt in der aktuellen Fassung auch ausdrücklich numerische Simulationsverfahren für Fälle zu, die mit dem Glaser-Verfahren nicht beurteilt werden können (z. B. Austrocknen von Baufeuchte, Aufnahme von Regenwasser u. ä.). Die Anforderungen, die ein Simulationsprogramm dazu erfüllen muss, sind in der DIN EN 15026 geregelt.

## Weitere Programme aus der WUFI-Familie
WUFI 2D ist eine zweidimensionale Version von WUFI, welche auch die Berechnung von Wärmebrücken, Eckbereichen, anisotropen Materialien u. ä. erlaubt.
WUFI Plus verknüpft hygrothermische Bauteilberechnungen mit einer Simulation des Gesamtgebäudes (inklusive Heizung und Belüftung) und erlaubt so, die Temperatur- und Feuchteverhältnisse sowohl im Gebäude als auch in seinen Umschließungsflächen in ihrer Wechselwirkung zu bestimmen.

## Publikationen
- Künzel, H.M.: Verfahren zur ein- und zweidimensionalen Berechnung des gekoppelten Wärme- und Feuchtetransports in Bauteilen mit einfachen Kennwerten. Dissertation, Uni Stuttgart 1994 (online, 1,4 MB)

- Künzel, H.M., Kiessl, K.: Calculation of heat and moisture transfer in exposed building components. International Journal of Heat and Mass Transfer, Vol. 40, No. 1, S. 159–167, 1997

- Künzel, H.M., Holm, A., Zirkelbach, D., Karagiozis A.N.: Simulation of indoor temperature and humidity conditions including hygrothermal interactions with the building envelope. Solar Energy 78, 554–561, 2005 doi:10.1016/j.solener.2004.03.002

- Künzel, H.M., Sedlbauer, K., Holm, A., Krus, M.: Entwicklung der hygrothermischen Simulation im Bauwesen am Beispiel der Softwarefamilie WUFI. WKSB Zeitschrift für Wärmeschutz, Kälteschutz, Schallschutz, Brandschutz Bd. 55, S. 7–14, 2006 (online, 639 KB)